# 4093 Bennett
4093 Bennett (1986 VD) là một tiểu hành tinh vành đai chính được phát hiện ngày 4 tháng 11 năm 1986 bởi Rob McNaught ở Siding Spring.